# Order of Council
Az Order of Council (magyarul körülbelül az Államtanács rendelete) a delegált jogszabályalkotás egyik formája az Egyesült Királyságban, melyet a Királyi Államtanács lordjai (a gyakorlatban a kormány miniszterei) hoznak.
Az Order of Council abban különbözik az Order in Counciltól, hogy míg az utóbbit a királynő adja ki a Királyi Államtanáccsal találkozva, az Order of Councilt az Államtanács hozza a saját jogán, anélkül, hogy szüksége lenne a királynő jóváhagyására. Az összes Order of Council preambuluma kijelenti, hogy a rendeletet az Államtanács Whitehallban tartott ülésén hozták; a gyakorlatban azonban levelezés útján egyeznek meg róluk és nem tartanak miattuk ülést.
Az Order of Councilok elsősorban a következő területekre korlátozódnak:
- az orvosi és állatorvosi hivatások szabályozása: ide tartoznak az Általános Orvosi Tanács, az Ápolási és Szülészeti Tanács, Az Általános Fogászati Tanács, az Általános Szemészeti Tanács, az Egészségügyi Hivatások Tanácsa alkotmányát, jogait és szabályait szabályozó rendeletek
- a felsőoktatási szektor szabályozása, az egyetem alkotmányát érintő rendeletek hozásával.

## Fordítás
- Ez a szócikk részben vagy egészben  az   Order of Council című angol Wikipédia-szócikk ezen változatának fordításán alapul.  Az eredeti cikk szerkesztőit annak laptörténete sorolja fel. Ez a jelzés csupán a megfogalmazás eredetét és a szerzői jogokat jelzi, nem szolgál a cikkben szereplő információk forrásmegjelöléseként.

## Külső hivatkozások
- A 2000 óta hozott Orders of Councilok listája